# Benniehausen
Benniehausen ist ein Ortsteil der Gemeinde Gleichen im Landkreis Göttingen. Zu Benniehausen gehören die Wohnplätze Helleberg, Waterloo, Wittmarshof mit dem Eichenkrug, Haus Schnake, Forsthaus Niedeck und Siedlung Niedeck.

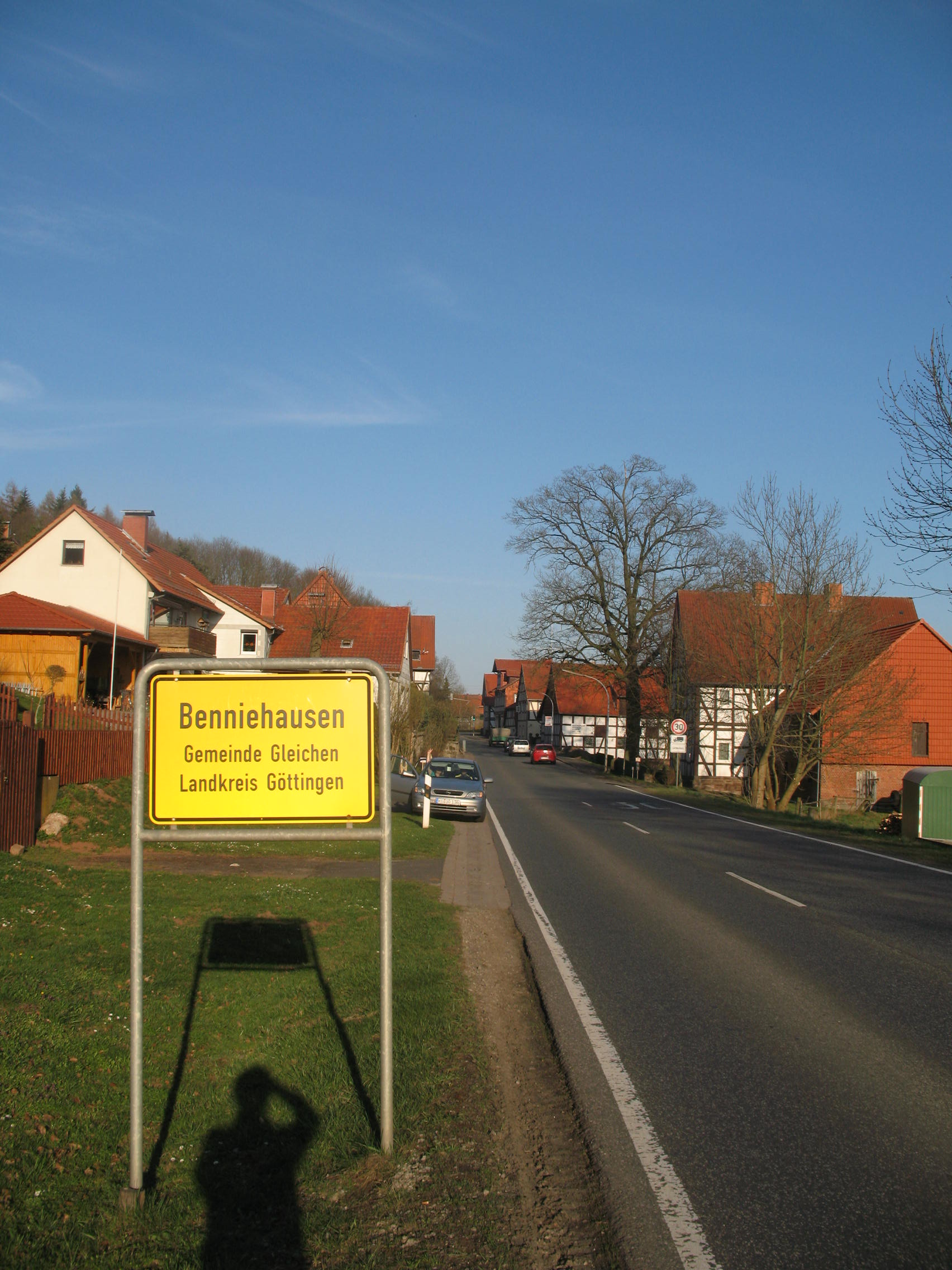
Ortseingang mit Schild

## Geschichte
Die erste erhalten gebliebene schriftliche Erwähnung Benniehausens ist in einer Urkunde des Klosters Bursfelde aus dem Jahr 1201 überliefert. Der Ortsname wird dort als „Bennighusen“ angegeben. Bei einer im Mainzer Urkundenbuch abgedruckten Urkunde, die auf das Jahr 1123 ausgestellt ist und den Ort als „Benningehusen“ erwähnt, handelt es sich um eine Fälschung des 13. Jahrhunderts. Die ehemalige Existenz einer Originalurkunde des 12. Jahrhunderts mit Ortserwähnung ist durch die Fälschung nicht belegt, aber auch nicht ausgeschlossen, denn Originalurkunden wurden manchmal als Grundlage abgewandelter Fälschungen verwendet.
Im Zuge der Gemeindegebietsreform wurde Benniehausen am 1. Januar 1973 ein Ortsteil der neu gebildeten Gemeinde Gleichen.

## Politik

### Ortsrat
Der Ortsrat setzt sich aus drei Ratsfrauen und Ratsherren zusammen.
- Wählergemeinschaft Benniehausen: 3 Sitze

(Stand: 2024)

### Ortsbürgermeister
Ortsbürgermeisterin von Benniehausen ist Heike Grütz.

### Wappen
| Wappen von Benniehausen | Blasonierung: „In Grün ein silberner (weißer) Wellenbalken, begleitet von drei 2:1 gestellten goldenen (gelben) Mühleisen.“ |
| Wappen von Benniehausen | Wappenbegründung: Das von Heinz Reise entworfene Wappen wurde vom niedersächsischen Ministerium des Inneren am 24. Januar 1950 genehmigt. Die Mühleisen stehen für die drei ehemaligen Wassermühlen (Lockemannsche-, Hessische Mühle in Wittmarshof und Hessenmühle, deren Gebäude heute noch erhalten ist.) in dem als Mühlendorf bekannten Ort, der Wellenbalken symbolisiert die Garte, an der die Mühlen gelegen haben. Gleichzeitig erinnert das Wappen an das Wappen der Familie Lockemann, die alle drei Mühlen betrieben; es zeigte im roten Schild vor drei silbernen Wellenbalken drei goldene Mühleisen. |

## Sehenswürdigkeiten

### Kapelle Wittmarshof

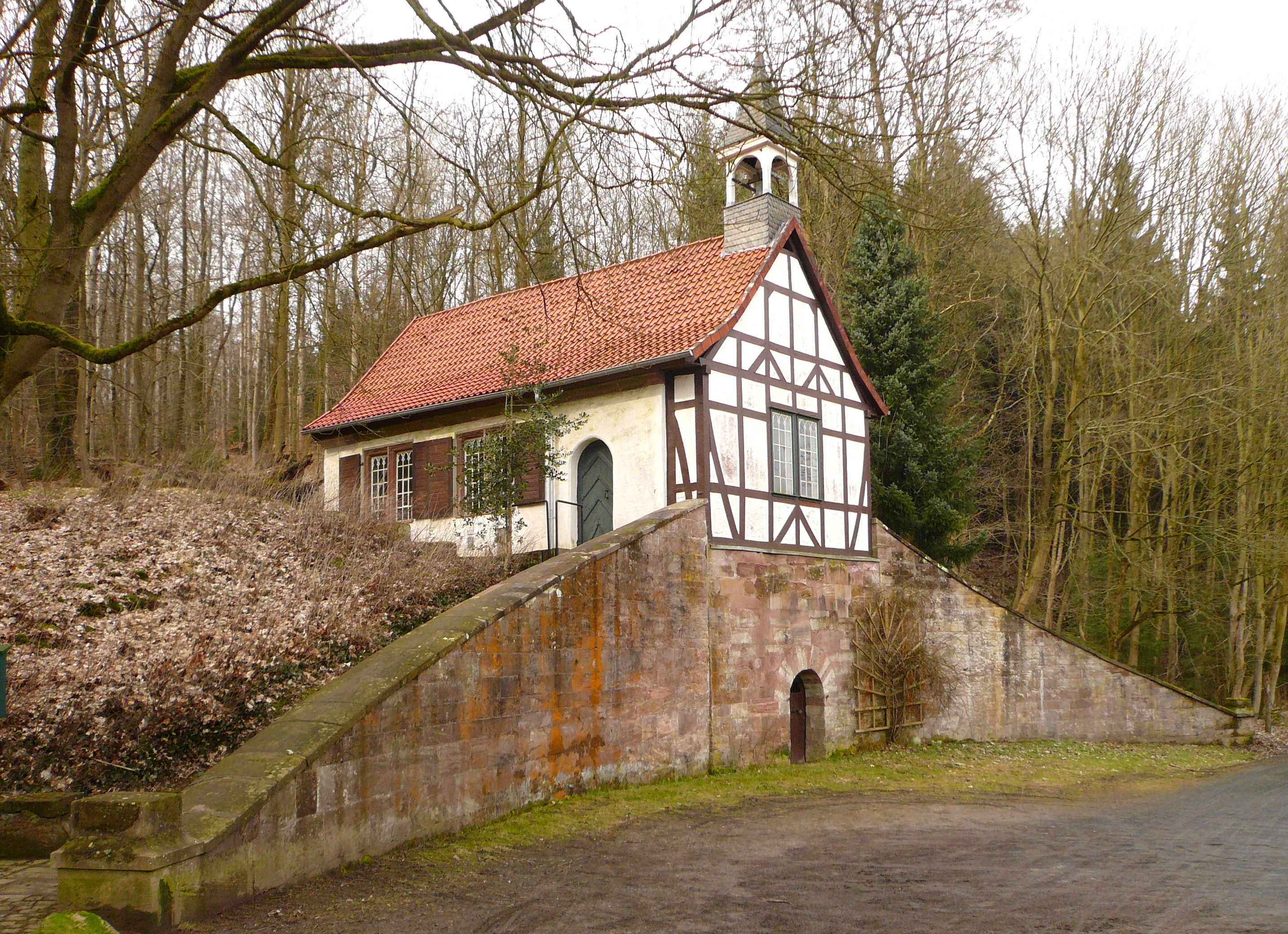
Evangelisch-reformierte Kapelle Wittmarshof bei Benniehausen

Die evangelisch-reformierte Kapelle in Wittmarshof wurde nach 1615 erbaut, nachdem Landgraf Moritz in Hessen-Kassel das reformierte Bekenntnis eingeführt hatte und nun seine Untertanen der Betreuung durch benachbarte lutherische Pfarrer entziehen wollte. Anfang des 19. Jahrhunderts wurde die dem Gartetal zugewandte Nordostwand in Fachwerk neu aufgeführt und mit einem Dachreiter bekrönt, dessen Wetterfahne die Jahreszahl 1819 trägt. Die Kapelle gehört zur ev.-ref. Kirchengemeinde Sattenhausen und diente den Einwohnern des bis 1816 hessischen Amtshofes Wittmarshof und des jenseits der Garte gelegenen Eichenkruges. Bereits Ende des 19. Jahrhunderts gab es hier aber keine reformierten Einwohner mehr, und ab 1922 wurde von dem lutherischen Pastor Bunnenberg aus Gelliehausen alle vier Wochen Gottesdienst in der Kapelle gehalten. Später wurde sie profaniert, und seit der Renovierung um 1980 finden dort wieder mehrmals im Jahr reformierte Gottesdienste statt. In unmittelbarer Umgebung der Kapelle stand bis 1870 das alte Wohnhaus des hessischen Amtmanns, späterhin des Hofmeisters des Vorwerks Wittmarshof. Es enthielt im Erdgeschoss einige Gefängniszellen mit eisenbeschlagenen Türen.

### St.-Urban-Kirche

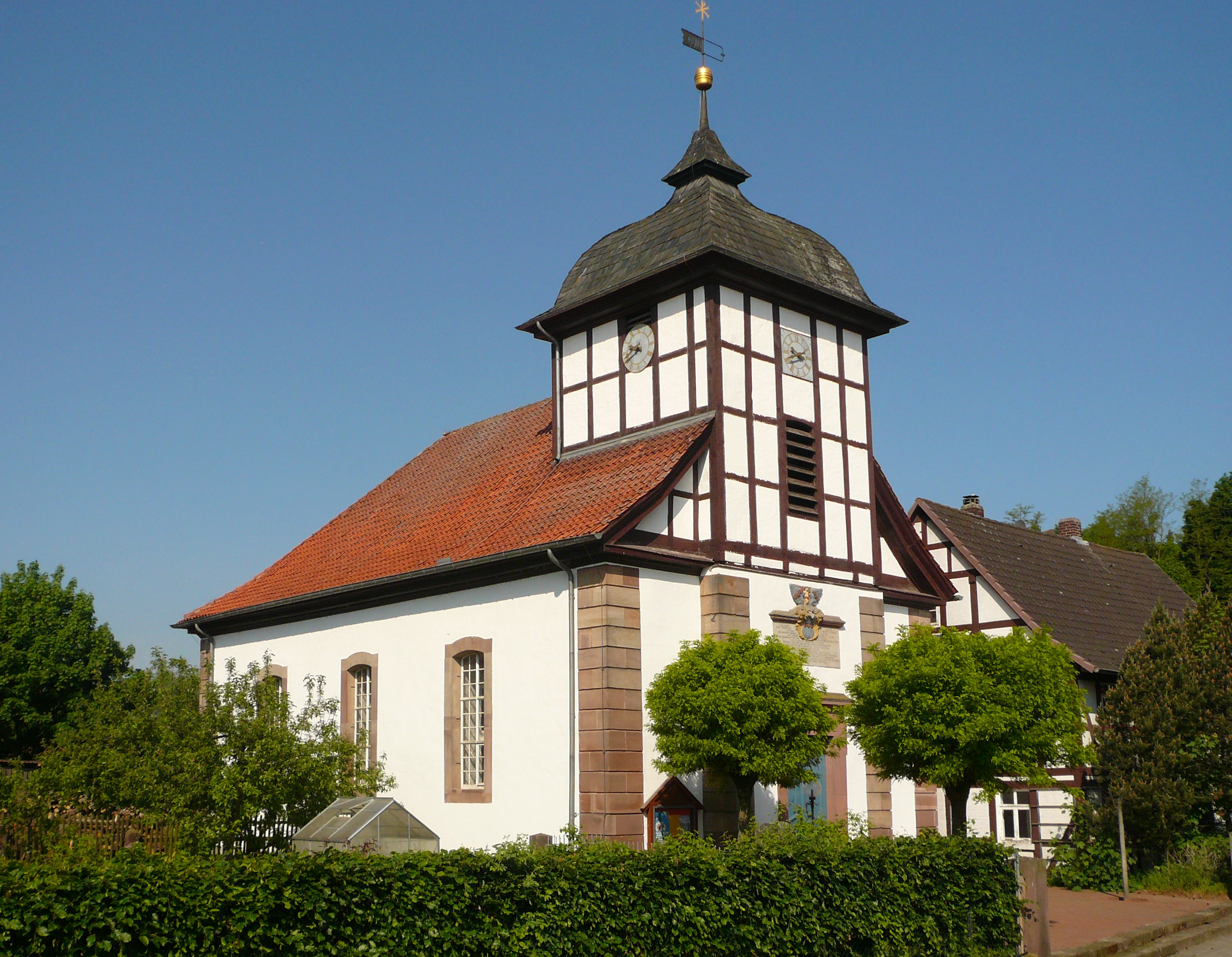
St. Urban

Die evangelisch-lutherische Kirche war eine Stiftung der Herren von Uslar. Auf ihre Veranlassung wurde sie 1779/87 als barocke Saalkirche neu errichtet und mit einem dekorativen Wappen- und Inschriftstein über dem Portal versehen. Im Gegensatz zu den üblichen Gepflogenheiten steht der Turm an der Ost- und der Altar an der Westseite.